# 不退去罪
不退去罪（ふたいきょざい）は、刑法に規定された犯罪類型の一つであり、退去の要求を受けたにもかかわらず人の住居等から退去しないことを内容とする。継続犯、真正不作為犯である。刑法130条後段に規定されており、同条は前段で住居侵入罪も規定している。法定刑は、3年以下の拘禁刑または10万円以下の罰金である。

## 概説
他人の住居、建造物、艦船に、適法に又は過失によって立ち入ったのち、要求を受けたにもかかわらず退去しなかった場合に成立する。ただし、退去を要求されたからといって即座に不退去罪の既遂となるわけではなく、所持品を整理して持つとか、衣類を着用して靴を履くなど退去に要する合理的な時間を超えて故意に退去しなかった場合に成立する。また、住人や管理人が退去してほしいと内心で思っていても、明示的な退去要求がなければ本罪は成立しない。
不退去罪に該当する例として、住人に拒否された後の債権の取り立て、訪問販売の営業や宗教の布教の継続、客が執拗に店員にクレームを付けて退去要求を受けた後の当該店舗への滞在継続などが挙げられる。
不退去罪にも未遂処罰規定が存在し、これは、退去要求後、退去に要する合理的な時間を経過前に突き出された場合などがあげられるが、その行為に当罰性はないとされる。
なお、住居侵入罪は正当な理由なく他人の住居等に侵入してから退去するまで続く継続犯であるから、不法に侵入して住人等の退去要求を受けて、なお立ち去らなかった場合には、住居侵入罪のみが成立し、不退去行為はこれに吸収される。
退去の要求をうけたにもかかわらず居座っている者に対して、食糧を供給するなどし、その者の居座りを助けた場合には、不退去罪は継続犯であるから、同罪の共犯となる。